# Disturbo ipoattivo del desiderio sessuale
Il disturbo ipoattivo del desiderio sessuale (in inglese: hypoactive sexual desire disorder (HSDD)) o basso desiderio sessuale (inhibited sexual desire (ISD)) è considerato una disfunzione sessuale che si caratterizza come una mancanza o un'assenza di fantasie sessuali e di desiderio di attività sessuale, secondo una valutazione medica. 
Altri termini spesso utilizzati per descrivere il fenomeno sono l'avversione sessuale e l'apatia sessuale.
Per essere considerato come disturbo vero e proprio (e non un orientamento sessuale consapevole come l'asessualità), esso deve causare notevole disagio individuale o difficoltà interpersonali; il disagio e le difficoltà non devono essere giustificate da un altro disturbo mentale, o da un farmaco (legale o illegale), o da una qualche altra condizione medica.
Una persona con ISD solitamente non si avvia a rispondere al desiderio del proprio partner per incominciare un'attività sessuale.
Questo disturbo si verifica su una donna adulta su 10 negli Stati Uniti e la sua prevalenza sembra essere simile in Europa; tra le cause note del disturbo vi sono l'interazione tra fattori ormonali, neurobiologici, e psicosociali. 
Si ritiene che il disturbo sia causato da una diminuzione dei fattori eccitatori quali la dopamina, estrogeni, progesterone e testosterone e/o un aumento dei fenomeni inibitori quali serotonina, prolattina, e gli oppioidi; fattori questi che nel soggetto sano sono normalmente in equilibrio.